# France (Schiff, 1912–1922)
Die französische stählerne Bark France war bis zum Bau der Golden Horizon der größte je gebaute Windjammer. Sie war nach der France von 1890 der zweite Großsegler dieses Namens und wird zur Unterscheidung von ihrem Vorgänger häufig als France II bezeichnet.

## Geschichte
Die France wurde 1910 bei Chantiers et Ateliers de la Gironde in Bordeaux für die Reederei Société Anonyme des Navires Mixtes (Prentout–Leblond, Leroux et Compagnie) aus Rouen bestellt und ab 1911 gebaut. Der Schiffbauingenieur Gustave Leverne entwarf sie nach den speziellen Wünschen des Reeders Henri Victor Prentout-Leblond (1850–1915). Sie wird als sein persönliches Meisterwerk betrachtet. Nach ihrem Stapellauf am 9. November 1911 wurde das Schiff im Mai 1912 durch die Klassifizierungsgesellschaft Lloyd’s Register abschließend klassifiziert. Am 27. August 1913 verließ das Schiff die Bauwerft und begann seine Probefahrten vor La Pallice. Nach deren Ende begann die France am 4. November ihre erste Jungfernfahrt unter ihrem Kapitän Victor Lagnel aus La Pallice nach Glasgow, wo Kohle für Thio, Neukaledonien geladen wurde. Die Fahrt von Glasgow startete am 5. Dezember 1913 und am 6. März 1914 traf der Segler in Thio ein. Danach wurde sie noch zweimal in der Nickelerzfahrt zwischen Europa und Neukaledonien eingesetzt. Daraufhin transportierte sie Kohle und Wolle, Stückgut und Kistenöl aus Australien, Nord- und Südamerika (Rio de Janeiro, Montevideo). Sie galt als schnelles Schiff; so erreichte sie 1913 Neu-Kaledonien von Glasgow kommend mit einer Ladung Kohle in 92 Tagen, die Rückreise dauerte 102 Tage.
Nach Prentout-Leblands Tod kam die große Bark im November 1916 zur Compagnie Française de Marine et de Commerce (Französische Seefahrt- und Handelsgesellschaft), ebenfalls in Rouen ansässig.
Zum Eigenschutz wurde sie während des Ersten Weltkrieges mit zwei 9,0-cm-Geschützen ausgestattet.
Am 21. Februar 1917 verließ sie im Auftrag ihrer neuen Eigner Glasgow für eine Kohlenfahrt nach Montevideo. Auf dieser Reise wurde sie am 27. Februar im Rahmen des U-Boot-Krieges von einem deutschen U-Boot angegriffen, konnte aber bei Einbruch der Dunkelheit entkommen. Während der letzten beiden Kriegsjahre segelte die France zwischen Nordamerika, Australien, Neu-Kaledonien und Afrika, um dann ab 1919 wieder europäische Häfen wie Bordeaux und Le Havre anzulaufen. Sie transportierte auf diesen Reisen verschiedene Güter wie Getreide, Rohleder, Kaffee, Rohöl, Mahagoniholz, Erdnüsse und wiederum Nickel.
Im September 1921 lieferte sie auf einer Reise von Wellington nach London die größte Warenladung aus, die jemals auf einem Segelschiff Neuseeland verließ. Sie umfasste 11.000 Ballen Wolle und 6.000 Fässer Talg.

### Strandung
In der Nacht zum 12. Juli 1922 befand sich das Schiff auf der Fahrt nach Pouembout in der Südsee, als sie durch die Dünung auf das Ouano-Riff auflief, ungefähr 43 Seemeilen nordwestlich von Nouméa vor der Provinz La Foa auf Position 21° 48′ 29,8″ S, 165° 38′ 47,8″ O. Die Australian Salvage Company schickte zunächst einen Bergeschlepper zur Bergung, dieses Vorhaben wurde aber aufgrund der verfallenen Frachtraten verworfen. Schließlich wurde der Havarist im Dezember 1922 an ein örtliches Abwrackunternehmen zum Ausschlachten verkauft. Bis 1944 lag die France als bekannte Landmarke auf dem Riff, wurde dann aber von amerikanischen Bombern als Übungsziel genutzt und zerstört. Die Reste des verrosteten Wracks sind noch heute zu sehen.

## Technische Beschreibung
Das stählerne, 5.633 BRT große Schiff war als Dreiinselschiff konzipiert. Der verwendete Stahl war im Siemens-Martin-Verfahren hergestellt worden. Durch ihre auffällige Deckslinie war sie gut zu erkennen. Diese zeichnete sich aus durch eine 34,5 Meter lange Back, gefolgt von einer 35,36 Meter langen Mittschiffinsel mit Kommandobrücke und abgeschlossen von der 43,2 m langen Poop. Die Inseln ließen zwei kurze Bereiche des Decks offen, in denen je eine der Großluken eingelassen war. Alle Decks waren mit Laufbrücken verbunden. Zunächst war sie in der besonders durch die französische Großreederei Antoine-Dominique Bordes & Fils bevorzugten Farbgebung mit grauem Rumpf und schwarz-weißem klassischem Portenband bemalt. Dies führt häufig dazu, dass das Schiff dieser Reederei zugeschrieben wird. Später war der Rumpf einfarbig gehalten, entweder in grau oder schwarz. Auf Poop und Mittschiffsdeck waren je zwei Rettungsboote für je circa 15 Personen untergebracht. Am Heck stand ein separates Ruderhaus. Bei der Galionsfigur handelte es sich um die Marianne als Allegorie auf Frankreich. Für Passagiere waren sieben Kajüten sowie ein luxuriös mit Ledersesseln, Sofas, Holzmöbeln und Teppich ausgestatteter holzgetäfelter Salon mit Flügel und Bücherei vorhanden. Eine Besonderheit waren eine Dunkelkammer und eine Seewassertherapieanlage.
Die France erhielt zunächst zwei Schneider-Dieselmotoren, die ihre zwei Propeller antrieben; sie wurden jedoch 1919 entfernt. Dadurch verbesserten sich die Segeleigenschaften des Schiffes deutlich. Sie führte ein Jubiläumsrigg.

## Nachbau
In Frankreich wurde 1996 die Assoc France II Renaissance gegründet, mit dem Geld für einen Nachbau des Schiffes gesammelt werden sollte. Das komplette Rigg war bereits von dem deutschen Schiffbauingenieur Jan Hurkamp fertig konzipiert worden, ehe das Projekt im Gefolge der allgemeinen Kreuzfahrtkrise nach den Anschlägen des 11. September 2001 zunächst scheiterte.
2017 erfolgte dann doch auf der Brodosplit-Werft in Kroatien der Stapellauf eines der France nachempfundenen Windjammers, der als Kreuzfahrtschiff konzipiert ist. Das gegenüber seinem Vorbild noch wesentlich größere Schiff war ursprünglich von der Reederei Star Clippers unter dem Namen Flying Clipper in Auftrag gegeben worden, absolvierte jedoch nach gerichtlichen Auseinandersetzungen zwischen der Werft und der Reederei erst 2021 seine Jungfernfahrt unter dem Namen Golden Horizon für die Reederei Tradewind Voyages.